# Potencjał standardowy
Potencjał standardowy, standardowy potencjał półogniwa, E° – siła elektromotoryczna ogniwa zbudowanego z odwracalnego półogniwa badanego, zawierającego jony o jednostkowej aktywności, oraz elektrody wodorowej, której potencjał przyjmuje się za równy 0 V we wszystkich temperaturach, aby było możliwe określenie potencjału badanej elektrody (lewa strona na schematach). Jeśli badana elektroda jest anodą, to jej potencjał jest ujemny, jeśli natomiast jest katodą, to jej potencjał jest dodatni. Potencjał standardowy rozumiany jest również jako wkład elektrody do standardowej siły elektromotorycznej ogniwa.
W ogniwie galwanicznym siła elektromotoryczna ogniwa jest różnicą standardowych potencjałów elektrod, obliczaną ze wzoru:
{\displaystyle E^{\circ }=E_{katoda}^{\circ }-E_{anoda}^{\circ },}
gdzie:
{\displaystyle E^{\circ }} – potencjał ogniwa,
{\displaystyle E_{katoda}^{\circ }} – potencjał katody,
{\displaystyle E_{anoda}^{\circ }} – potencjał anody.
Poniżej znajdują się stabelaryzowane potencjały standardowe, które umożliwiają obliczenie siły elektromotorycznej dowolnego ogniwa elektrochemicznego oraz powinowactwa chemicznego reakcji, która w nim zachodzi.

## Potencjały standardowe (w temp. 25°C)
| Reakcja połówkowa redukcji          | E° [V]         |
| ----------------------------------- | -------------- |
| H4XeO6+2H+ + 2e− → XeO3 + 3H2O      | +3,0           |
| F2 + 2e− → 2F−                      | +2,87          |
| O3 + 2H+ + 2e− → O2 + H2O           | +2,07          |
| S2O82− + 2e− → 2SO42−               | +2,05          |
| Ag2+ + e− → Ag+                     | +1,98          |
| Co3+ + e− → Co2+                    | +1,81          |
| H2O2 + 2H+ + 2e− → 2H2O             | +1,78          |
| Au+ + e− → Au                       | +1,69          |
| Pb4+ + 2e− → Pb2+                   | +1,67          |
| 2HClO + 2H+ + 2e− → Cl2 + 2H2O      | +1,63          |
| Ce4+ + e− → Ce3+                    | +1,61          |
| 2HBrO + 2H+ + 2e− → Br2 + 2H2O      | +1,60          |
| MnO4− + 8H+ + 5e− → Mn2+ + 4H2O     | +1,51          |
| Mn3+ + e− → Mn2+                    | +1,51          |
| Au3+ + 3e− → Au                     | +1,40          |
| Cl2 + 2e− → 2Cl−                    | +1,36          |
| Cr2O72− + 14H+ + 6e− → 2Cr3+ + 7H2O | +1,33          |
| O3 + H2O + 2e− → O2 + 2OH−          | +1,24          |
| O2 + 4H+ + 4e− → 2H2O               | +1,23          |
| MnO2 + 4H+ + 2e− → Mn2+ + 2H2O      | +1,23          |
| ClO4− + 2H+ + 2e− → ClO3− + H2O     | +1,23          |
| Pt2+ + 2e− → Pt                     | +1,20          |
| Br2 + 2e− → 2Br−                    | +1,09          |
| Pu4+ + e− → Pu3+                    | +0,97          |
| NO3− + 4H+ + 3e− → NO + 2H2O        | +0,96          |
| 2Hg2+ + 2e− → Hg22+                 | +0,92          |
| ClO− + H2O + 2e− → Cl− + 2OH−       | +0,89          |
| Hg2+ + 2e− → Hg                     | +0,85          |
| NO3− + 2H+ + e− → NO2 + H2O         | +0,80          |
| Ag+ + e− → Ag                       | +0,80          |
| Hg22+ + 2e− → 2Hg                   | +0,79          |
| AgF + e− → Ag + F−                  | +0,78          |
| Fe3+ + e− → Fe2+                    | +0,77          |
| BrO− + H2O + 2e− → Br− + 2OH−       | +0,76          |
| MnO4− + 2H2O + 3e− → MnO2 + 4OH−    | +0,60          |
| MnO4− + e− → MnO42−                 | +0,56          |
| I2 + 2e− → 2I−                      | +0,54          |
| I3− + 2e− → 3I−                     | +0,53          |
| Cu+ + e− → Cu                       | +0,52          |
| Ni(OH)3 + e− → Ni(OH)2 + OH−        | +0,49          |
| O2 + 2H2O + 4e− → 4OH−              | +0,40          |
| ClO4− + H2O + 2e− → ClO3− + 2OH−    | +0,36          |
| Cu2+ + 2e− → Cu                     | +0,34          |
| Hg2Cl2 + 2e− → 2Hg + 2Cl−           | +0,27          |
| AgCl + e− → Ag + Cl−                | +0,22          |
| Bi3+ + 3e− → Bi                     | +0,20          |
| SO42− + 4H+ + 2e− → H2SO3 + H2O     | +0,17          |
| Cu2+ + e− → Cu+                     | +0,15          |
| Sn4+ + 2e− → Sn2+                   | +0,15          |
| AgBr + e− → Ag + Br−                | +0,07          |
| NO3− + H2O + 2e− → NO2− + 2OH−      | +0,01          |
| Ti4+ + e− → Ti3+                    | +0,00          |
| 2H+ + 2e− → H2                      | 0, z definicji |
| Fe3+ + 3e− → Fe                     | −0,04          |
| O2 + H2O + 2e− → HO2− + OH−         | −0,08          |
| Pb2+ + 2e− → Pb                     | −0,13          |
| In+ + e− → In                       | −0,14          |
| Sn2+ + 2e− → Sn                     | −0,14          |
| AgI + e− → Ag + I−                  | −0,15          |
| Ni2+ + 2e− → Ni                     | −0,25          |
| V3+ + e− → V2+                      | −0,26          |
| Co2+ + 2e− → Co                     | −0,28          |
| In3+ + 3e− → In                     | −0,34          |
| Tl+ + e− → Tl                       | −0,34          |
| PbSO4 + 2e− → Pb + SO42−            | −0,36          |
| Ti3+ + e− → Ti2+                    | −0,37          |
| In2+ + e− → In+                     | −0,40          |
| Cd2+ + 2e− → Cd                     | −0,40          |
| Cr3+ + e− → Cr2+                    | −0,41          |
| Fe2+ + 2e− → Fe                     | −0,44          |
| In3+ + 2e− → In+                    | −0,44          |
| S + 2e− → S2−                       | −0,48          |
| In3+ + e− → In2+                    | −0,49          |
| Ga+ + e− → Ga                       | −0,53          |
| O2 + e− → O2−                       | −0,56          |
| U4+ + e− → U3+                      | −0,61          |
| Se + 2e− → Se2−                     | −0,67          |
| Cr3+ + 3e− → Cr                     | −0,74          |
| Zn2+ + 2e− → Zn                     | −0,76          |
| Cd(OH)2 + 2e− → Cd + 2OH−           | −0,81          |
| 2H2O + 2e− → H2 + 2OH−              | −0,83          |
| Te + 2e− → Te2−                     | −0,84          |
| Cr2+ + 2e− → Cr                     | −0,91          |
| Mn2+ + 2e− → Mn                     | −1,18          |
| V2+ + 2e− → V                       | −1,19          |
| Ti2+ + 2e− → Ti                     | −1,63          |
| Al3+ + 3e− → Al                     | −1,66          |
| U3+ + 3e− → U                       | −1,79          |
| Be2+ + 2e− → Be                     | −1,85          |
| Mg2+ + 2e− → Mg                     | −2,36          |
| Ce3+ + 3e− → Ce                     | −2,48          |
| La3+ + 3e− → La                     | −2,52          |
| Na+ + e− → Na                       | −2,71          |
| Ca2+ + 2e− → Ca                     | −2,87          |
| Sr2+ + 2e− → Sr                     | −2,89          |
| Ba2+ + 2e− → Ba                     | −2,91          |
| Ra2+ + 2e− → Ra                     | −2,92          |
| Cs+ + e− → Cs                       | −2,92          |
| Rb+ + e− → Rb                       | −2,93          |
| K+ + e− → K                         | −2,93          |
| Li+ + e− → Li                       | −3,05          |